# Oesch’s die Dritten

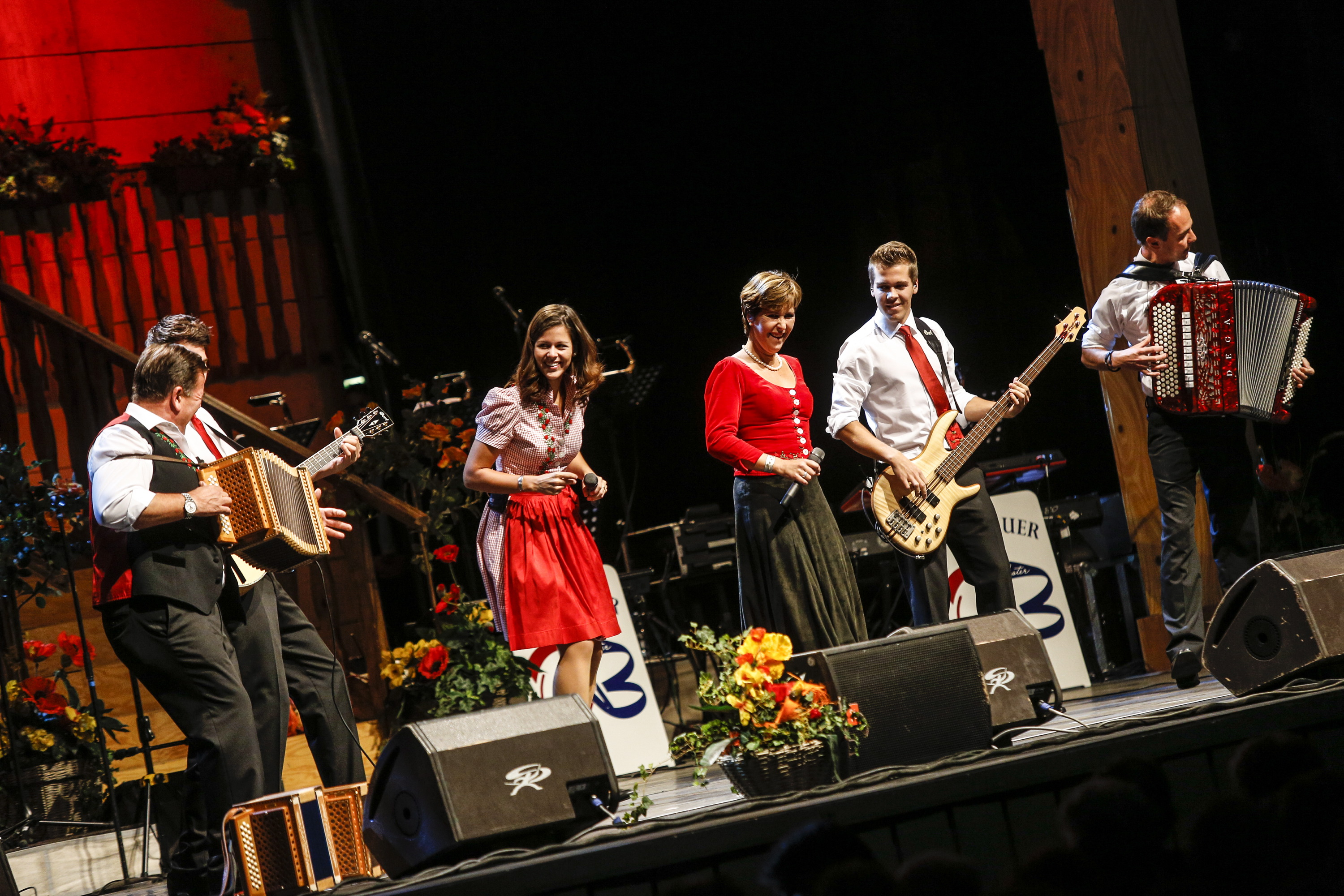
オシュス・ディー・ドリッテン（2013）

オシュス・ディー・ドリッテン（ドイツ語: Oesch’s die Dritten）は、スイス連邦・ベルナー・オーバーラント・ウンターランゲネック出身の民俗音楽 (Volkstümliche Musik) グループ。ハンスエリ・オシュとその妻アンヌマリー、彼らの子のメラニー、ケヴィン、マイク、そしてアコーディオン奏者のウルス・マイヤーの6人からなる。 

## 歴史
民俗音楽家としての家族の歴史はハンス・オシュによるオシュ・トリオから始まった。 ハンスの息子ハンスエリはそれを受け継ぎ、ハンスから数えて3世代目にあたる3人の子供と一緒に活動していることから、"Oesch’s die Dritten"（「オシュ家の3世代」の意）と名付けた。
1990年代、両親と子どもたちによる活動を開始。1990年代の終わりにはテレビに初めて出演し、最初のCDを制作した。2001年にはアメリカでも活動を行った。2007年、Musikantenstadlにスイス代表として出場して大差で優勝、ドイツ語圏において躍進を果たした。 それ以降、さまざまなテレビの民俗音楽の番組やイベントに定期的にゲストとして出演した。また、同年末にはSilvesterstadlにおいても優勝、Stadlsternも獲得した。 2008年のフォルクスムジーク・グランプリ (独: Grand Prix der Volksmusik) では、"Die Jodelsprache"  を演奏し3位となった。
2007年末、アルバム "Jodelzauber" を発売した。これはスイスの音楽チャート上に数か月間とどまり、プラチナディスク (独: Doppelplatin) を受賞した。 翌年、 "Frech • Frisch • Jodlerisch" が短期間でゴールドディスク及びプラチナディスクを受賞した。また、 "Volksmusik ist International"、 "Jodel-Time"、"Wurzeln und Flügel"  はゴールドディスクを受賞した。
2008年10月、"Ku-Ku-Jodel"  がde:SF-1で放送された「Die grössten Schweizer Hits 2008」の「Heimat&Fernweh」部門で優勝し、11月30日の5部門の勝者による決勝に進出した。このヨーデルはスイスのシングルチャートにも乗った。作曲はヨーデル歌手のペーター・ヒネン。

## メンバー

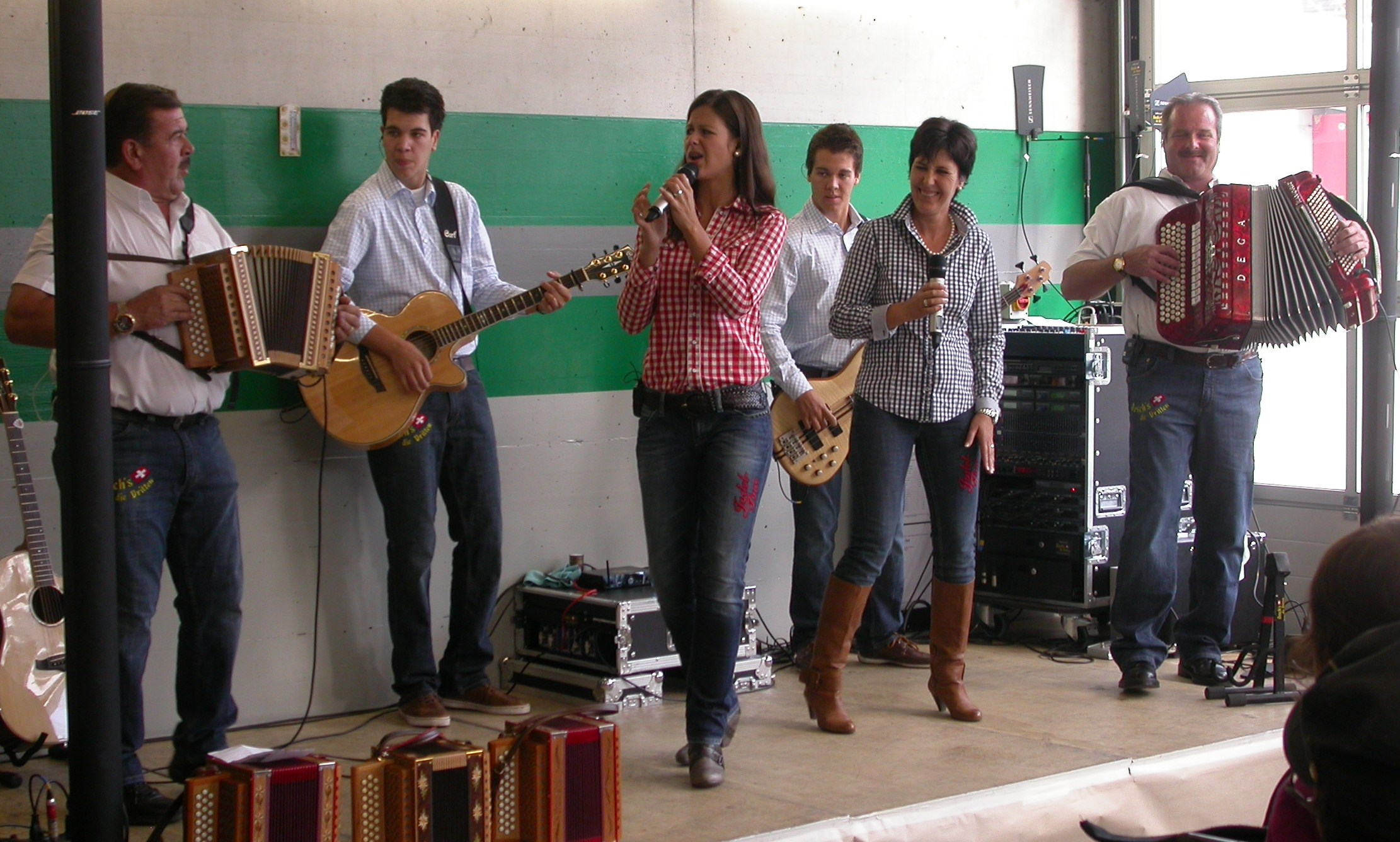
オシュス・ディー・ドリッテン（2011）

- ハンスエリ・オシュ（Hansueli Oesch, 1958年7月14日 - 。父親）

スイス・アコーディオン (独: Schwyzerörgeli) を担当。
- アンヌマリー・オシュ（Annemarie Oesch, 1963年2月8日 - 。母親）

看護師でもあり、リハビリ・健康センターのSchönberg Guntenに勤務。グループでは歌手を務める。
- メラニー・オシュ（Melanie Oesch, 1987年12月14日 - 。長女）

ヨーデル歌手。 ベルン州のトゥーン近郊で育ち、トゥーンの音楽高校で学んだ。初舞台は5歳のとき。
2008年には「2007年のトゥーン・オブ・ザ・イヤー」 (独: Thunerin des Jahres 2007) に選ばれた。2008年、彼女は映画「 Das Musikhotel am Wolfgangsee」でメラニー役を演じた 。ソロ活動のオファーもあったが、これまで断っている。
また、イラストレーターのクリスティアーナ・ヴァルト (Christina Wald) とともに2冊の子供向けの本を出版している。
- マイク・オシュ（Mike Oesch, 1989年1月14日 - 。長男）

ベース奏者。
- ケヴィン・オシュ（Kevin Oesch, 1990年10月23日 - 。次男）

アコースティック・ギター奏者。
- ウルス・マイヤー（Urs Meier, 1980年11月14日 - ）

2011年から参加。メンバーで唯一家族ではない。アコーディオンを担当。 アインジーデルン出身。

## ディスコグラフィ

### アルバム
- Mit neuem Power (Trio Oesch und Oesch’s die Dritten として, 1998)
- SMS – Schweizer-Music-Sowieso (2003)
- Jodelzauber (2007)
- Frech – Frisch – Jodlerisch (2008)
- Volksmusik ist international (2009)
- Winterpracht (2009)
- Jodel-Time (2011)
- Unser Regenbogen (2012)
- Wurzeln und Flügel (2014)
- Jodelzirkus (2016)
- Vätu’s Wunschliste – Zum 60. Geburtstag (2018)

### コンピレーション
- Live …unsere grössten Hits (2013)
- Wir schauen zurück! (1998–2006) (2014)
- 20 Jahre Jodelzirkus (2017)

### シングル
- Ku-Ku Jodel (2007)
- Die Jodelsprache (2008)
- Die stille Zeit ruft, EP (2012)
- Da Da Muh! (2013)
- Zirkusjodel (2015)